# Gjøl Bredning
Gjøl Bredning er betegnelsen for en bredning i Limfjorden mellem det østligste sund Langerak og mod vest Nibe Bredning.
I Gjøl Bredning ligger øen Egholm samt holmene Troldholme, Kytterne og Tagholme.